# Jacinta Monroe
Pour les articles homonymes, voir Monroe.
Jacinta Monroe, née le 4 septembre 1988 à Fort Lauderdale (Floride), est une joueuse de basket-ball américaine de 1,96 m évoluant au poste d'ailière forte.

## Biographie
Elle détient le record de contres de Florida State (301), dont elle sort également 4e scoreuse et rebondeuse (1 518 points, 913 rebonds). Elle est draftée en 6e position en 2010 par les Mystics de Washington.
Le 6 juin 2011, le Shock l'engage, mais s'en sépare au bout de 12 jours. Nolan Richardson comptait sur ses capacités de contreuse, mais en 21 minutes sur 4 matches elle ne réussit ni contre ni panier et seulement 4 rebonds. En 2012, elle n'est pas conservée en saison régulière.
Elle commence la saison 2011-2012 en Espagne au Mann Filter Zaragoza (10,4 points et 6,6 rebonds) mais, confrontée à des retards de salaires, puis joue aussi en Chine, au Beijing Great Wall pour 7,9 points et 5,4 rebonds de moyenne et rejoint enfin le club turc de seconde division de Cankaya Universitesi (16,6 points et 13,9 rebonds).
Elle signe pour 2012-2013 avec le club espagnol d'Uni Girona (13,4 points à 54,4 %, 8,7 rebonds et 1,1 contre en 25 minutes) où elle fait équipe avec Allison Feaster-Strong, puis signe pour la saison suivante en France à Charleville. Après une saison française assez réussie (14,0 points par rencontre), elle retrouve la saison suivante la Turquie avec Botaş Spor Kulübü. En 2015-2016, elle dispute le championnat porto-ricain avec Manatee poiu 14,2 points, 10 rebonds et 3,2 contres avant de signer à l'été 2016 son retour en France avec Saint-Amand.
Elle commence la saison 2018-2019 en Turquie avec Canik avant de rejoindre en décembre les Sud-Coréennes de Bank S-Birds Asha puis de passer l'été avec Sol de America (Asunción, Paraguay). Pour 2019-2020, elle signe son retour en France à Nantes-Rezé et la saison suivante, elle revient en France à son ancien club de Saint-Amand comme pigiste médicale d'Uju Ugoka.
En février 2022, les Flammes Carolo étant affaiblies par des blessures, elle rejoint les Ardennes.

## Parcours
- 2006-2010 :  Seminoles de Florida State (NCAA)
- 2010 :  Mystics de Washington (WNBA)
- 2011 :  Shock de Tulsa (WNBA)

- 2011-2012 :  Mann Filter Zaragoza
- 2011-2012 :  Beijing Great Wall
- 2011-2012 :  Cankaya Universitesi
- 2012-2013 :  Uni Girona
- 2013-2014 :  Flammes Carolo basket
- 2014-2015 :  Botaş Spor Kulübü
- 2015-2016 :  Manatee
- 2016-2017:  Saint-Amand Hainaut Basket
- 2017:  Asuncion
- 2017-2018:  Krasnoyarsk
- 2018-2019:  Incheon
- 2019-2020:  Nantes Rezé Basket
- 2020-2021:  Saint-Amand Hainaut Basket
- 2021-2022:  Flammes Carolo basket